# Château de Trematon
Le Château de Trematon (cornique : Kastel Tremen) est situé près de Saltash en Cornouailles, Royaume-Uni. C'est le caput de la baronnie féodale de Trematon. Son style est similaire à celui du château de Restormel plus récent, avec un donjon du XIIe siècle. Le château de Trematon surplombe Plymouth Sound et a probablement été construit par Robert de Mortain sur les ruines d'un ancien fort romain : c'est un château à motte et bailey et date de peu après la conquête normande. Il occupe une position sentinelle à un mille et demi au sud-est du village de Trematon.

## Description
Le château de Trematon, comme le château de Restormel, possède un donjon en pierre élevé sur une motte antérieure. Bien qu'en ruines, une grande partie des murs normands restent debout, de sorte que la forme originale du château et du donjon reste claire. Le donjon est ovale et possède des murs de 10 pieds d'épaisseur et 30 pieds de hauteur. Le diamètre interne est d'environ 21 mètres. Une guérite rectangulaire, construite en 1270, comporte deux étages et une herse. Les deux sont en bon état.
L'historien militaire Charles Oman déclare à propos de la situation du château "Trematon est en hauteur, sur l'un des sommets du groupe plutôt chaotique de collines qui se trouvent derrière Saltash et son audacieux pont moderne".
Dans la cour du château se trouve une maison géorgienne construite vers 1808. Celui-ci comprend quatre salles de réception et six chambres principales, ainsi que des logements pour les domestiques. Une partie du mur d'enceinte d'origine du château a été démolie pour donner à cette maison une vue sur la campagne environnante.

## Histoire
Le site du château de Trematon est antérieur à la conquête normande. James McKenzie écrit qu'une forteresse en terrassement sur le site appartenait aux comtes saxons de Cornouailles, tandis que l'historien William Woolwater l'appelle un « ancien palais des rois de Cornouailles », construit avant 959. L'historien des Cornouailles Richard Polwhele le considère comme l'une des résidences du Condor de Cornouailles et des « anciens comtes de Cornouailles », avec les châteaux de Launceston et de Tintagel, et déclare qu'il a été construit avant la Conquête. Soit il est donné par Guillaume le Conquérant à son demi-frère Robert de Mortain, soit, comme le dit Oman, il est construit par Robert peu après la conquête normande.
À l'époque du Domesday Book en 1086, il appartient à Robert et son seigneur est Reginald de Vautort. Polwhele déclare que Cadoc aurait pu le reprendre au comté de Cornouailles après la rébellion du fils de Robert, Guillaume de Mortain, en 1104, et que Cadoc aurait pu y vivre et y mourir. Quoi qu'il en soit, les Vautorts sont encore seigneurs de Trematon en 1166.
De la Conquête jusqu'en 1270, les droits du ferry depuis le Passage de Saltash du côté Plymouth de la rivière Tamar jusqu'à Saltash appartiennent également aux Vautorts. Lorsque Roger de Vautort vend le château et le manoir de Trematon à Richard de Cornouailles, le loyer est payé à l'huissier du comte. Au XIIIe siècle, cela représente près de sept livres sterling.
Le château reste la propriété des comtes et ducs de Cornouailles sans interruption depuis 1270, date à laquelle le comte Richard l'achète pour 300 £.
Avant que le duché de Cornouailles ne soit créé comme annexe à la couronne anglaise en 1337, Trematon est l'une des quatre résidences principales des comtes de Cornouailles, avec les châteaux de Launceston, Restormel et Liskeard.
En 1542, l'antiquaire John Leland écrit : « La grande et ancienne Castelle de Tremertoun se trouve sur une colline de Rokky ; d'où se trouvent encore de grandes paix, et surtout le donjon. Les ruines servent maintenant de prison. De grandes libertés attendent ce Castel.
Lorsque Francis Drake revient de son voyage de circumnavigation en 1580, il entre dans le port de Plymouth, puis s'embarque pour jeter l'ancre derrière l'île Saint-Nicolas jusqu'à ce que la cour de la reine Elizabeth sache que les trésors qu'il a rassemblés devaient être stockés dans le château de Trematon. Le trésor est constitué d'or, d'argent et de pierres précieuses, principalement des émeraudes, résultat de la piraterie des navires espagnols le long de la côte ouest de l'Amérique du Sud. Avant d'être déplacé pour être stocké dans la Tour de Londres, le trésor est temporairement stocké dans le Golden Hind.
En 1961, le duché de Cornouailles annonce que le château est loué dans le cadre d'un bail de réparation complet d'une durée de 21 ans, pour un loyer de 250 £ par an. Il devient par la suite la résidence en Cornouailles de Hugh Foot, Lord Caradon, et de son fils Paul Foot, journaliste de campagne, y passe une partie de sa jeunesse.
La reine Elizabeth II visite le château le 25 juillet 1962 accompagnée du Lord-lieutenant de Cornouailles, Edward Bolitho, avant de se rendre à Fowey et d'embarquer sur le yacht royal Britannia.